# Dedo I van Wettin
Dedo I (ca. 960 - Mose, 13 november 1009) was graaf van Merseburg.

## Biografie
Dedo was een zoon van Diederik I van Wettin en Imma. De jonge Dedo bracht zijn jeugd door bij markgraaf Rikdag van Meißen. In 974 koos Dedo het kamp van de opstandige hertog Hendrik II van Beieren (hertog). In 976 leidde hij Boheemse troepen die Zeitz plunderden. Hendrik verzoende zich in 985 met de keizer en daardoor kwam Dedo ook weer in aanmerking voor leengoederen. Bisschop Giselher van Maagdenburg maakte hem tot graaf in de noordelijke Hassegau, wat betekende dat Dedo het gebied tussen Mansfeld en Wettin (stad) bestuurde. Ook verwierf hij samen met zijn broer de heerlijkheid Zörbig. 
Na de dood van zijn schoonvader Diederik van Haldensleben (983) maakte Dedo aanspraak op diens functie als markgraaf van de Noordmark. De titel werd echter aan Lotharius III van Walbeck gegeven. Dit leidde tot een voortdurende vijandschap tussen Dedo en Lotharius. Dedo verwoestte een burcht van Lotharius in Wolmirstedt. Uiteindelijk doodde Lotharius' zoon Werner van Walbeck in 1009 Dedo en zijn vazal Egilhard bij de monding van de Tanger (rivier).

## Familie en gezin
Dedo huwde in 985 met Thietberga van Haldensleben, dochter van Diederik van Haldensleben. Ze kregen een zoon: Diederik II van Wettin.